# PEC in het seizoen 1934/35
Het seizoen 1934/1935 was het 25e jaar in het bestaan van de Zwolse voetbalclub PEC. De club kwam uit in de Eerste Klasse Oost. Ook werd deelgenomen aan het toernooi om de KNVB beker.

## Wedstrijdstatistieken

### Eerste Klasse Oost
| Go Ahead                                                          |                                                               |               |                                                                     |
|                                                                   | PEC                                                           | 0 – 3 (0 – 2) | Go Ahead                                                            |
| 6 januari 1935 Plaats: Zwolle Sportpark De Vrolijkheid            |                                                               | IJsselderby   | 10' Herman Koopman 11' Theo de Kreek Herman Koopman                 |
|                                                                   | Go Ahead                                                      | 0 – 2 (0 – 1) | PEC                                                                 |
| 21 oktober 1934 Plaats: Deventer De Adelaarshorst                 |                                                               | IJsselderby   | 10' Theo Eikenaar 78' Lulof Heetjans                                |
| AVC Heracles                                                      |                                                               |               |                                                                     |
|                                                                   | PEC                                                           | 2 – 2 (2 – 1) | AVC Heracles                                                        |
| 23 december 1934 Plaats: Zwolle Sportpark De Vrolijkheid          | Jan Manni 10' Theo Eikenaar 30'                               |               | 14' Wim Tusveld 65' Jo Hinnen                                       |
|                                                                   | AVC Heracles                                                  | 2 – 0 (0 – 0) | PEC                                                                 |
| 7 oktober 1934 Plaats: Almelo Gemeentelijk Sportpark Bornsestraat | Wim Tusveld 75' Jo Hinnen 79'                                 |               |                                                                     |
| Z.A.C.                                                            |                                                               |               |                                                                     |
|                                                                   | PEC                                                           | 3 – 2 (1 – 1) | ZAC                                                                 |
| 14 oktober 1934 Plaats: Zwolle Sportpark De Vrolijkheid           | Theo Eikenaar 10' Lourens van der Bend 60' Lulof Heetjans 61' |               | 40' Arie Schuit Herman Meijerink                                    |
|                                                                   | ZAC                                                           | 1 – 0 (1 – 0) | PEC                                                                 |
| 30 december 1934 Plaats: Zwolle Sportpark Veerallee               | Beb Bakhuijs (pen) 10'                                        |               |                                                                     |
| Sportclub Enschede                                                |                                                               |               |                                                                     |
|                                                                   | PEC                                                           | 1 – 3 (1 – 0) | Sportclub Enschede                                                  |
| 28 oktober 1934 Plaats: Zwolle Sportpark De Vrolijkheid           | Gé Maalstee 25'                                               |               | 49' Gerrits 51' Gerrit Nagels Nijenhuis                             |
|                                                                   | Sportclub Enschede                                            | 1 – 3 (1 – 1) | PEC                                                                 |
| 20 januari 1935 Plaats: Enschede G.J. van Heekpark                | Johan Gerritsen                                               |               | 1' Geert Vogelzang 58' Lulof Heetjans Herman Koopman                |
| Enschedese Boys                                                   |                                                               |               |                                                                     |
|                                                                   | PEC                                                           | 3 – 0 (0 – 0) | Enschedese Boys                                                     |
| 30 september 1964 Plaats: Zwolle Sportpark De Vrolijkheid         | Gé Maalstee 55' Lulof Heetjans 65' Lulof Heetjans 66'         |               |                                                                     |
|                                                                   | Enschedese Boys                                               | 1 – 4 (1 – 2) | PEC                                                                 |
| 16 december 1934 Plaats: Enschede Volkspark                       | Teutelink 2'                                                  |               | 12' Theo Eikenaar Lulof Heetjans (pen) Lulof Heetjans Theo Eikenaar |
| HVV Tubantia                                                      |                                                               |               |                                                                     |
|                                                                   | PEC                                                           | 0 – 1 (0 – 1) | HVV Tubantia                                                        |
| 27 januari 1935 Plaats: Zwolle Sportpark De Vrolijkheid           |                                                               |               | 44' Leerkotte                                                       |
|                                                                   | HVV Tubantia                                                  | 3 – 1 (1 – 1) | PEC                                                                 |
| 11 november 1934 Plaats: Hengelo Sportpark De Bijenkorf           | Assink 40' Assink 65' Leerkotte                               |               | 20' Gé Maalstee                                                     |
| WVV Wageningen                                                    |                                                               |               |                                                                     |
|                                                                   | PEC                                                           | 1 – 0 (0 – 0) | WVV Wageningen                                                      |
| 16 september 1934 Plaats: Zwolle Sportpark De Vrolijkheid         | Lulof Heetjans 11'                                            |               |                                                                     |
|                                                                   | WVV Wageningen                                                | 2 – 1 (2 – 0) | PEC                                                                 |
| 2 december 1934 Plaats: Wageningen Stadion de Wageningse Berg     | Holleman 15' de Gooyer 18'                                    |               | 81' Theo Eikenaar                                                   |
| AGOVV                                                             |                                                               |               |                                                                     |
|                                                                   | PEC                                                           | 2 – 3 (1 – 1) | AGOVV                                                               |
| 9 december 1934 Plaats: Zwolle Sportpark De Vrolijkheid           | Lulof Heetjans 10' Lulof Heetjans 75'                         |               | 30' Gep Landaal Jo Kluin Gabriël                                    |
|                                                                   | AGOVV                                                         | 0 – 3 (0 – 2) | PEC                                                                 |
| 23 september 1934 Plaats: Apeldoorn Sportpark Berg & Bos          |                                                               |               | 25' Gé Maalstee 40' Lulof Heetjans 82' Theo Eikenaar                |
| AVC Vitesse                                                       |                                                               |               |                                                                     |
|                                                                   | PEC                                                           | 3 – 2 (1 – 1) | AVC Vitesse                                                         |
| 25 november 1934 Plaats: Zwolle Sportpark De Vrolijkheid          | Gé Maalstee 20' Lulof Heetjans 47' Theo Eikenaar 52'          |               | 12' Kees Meeuwsen 64' JanDommering                                  |
|                                                                   | AVC Vitesse                                                   | 4 – 3 (2 – 2) | PEC                                                                 |
| 3 maart 1935 Plaats: Arnhem Monnikenhuize                         | Jan Dommering Jan Reijers                                     |               | Lulof Heetjans Jan Manni 90' Lulof Heetjans                         |

### KNVB beker
| 3e ronde                                                 | Sportclub Enschede          | 2 – 2 (2 – 2)                  | PEC                          |
| 18 november 1934 Plaats: Enschede G.J. van Heekpark      | Nijenhuis 16' Nijenhuis 25' | PEC door als uitspelende ploeg | Lulof Heetjans Mulder (e.d.) |
| 4e ronde                                                 | PEC                         | 2 – 5 (1 – 2)                  | CVV Mercurius                |
| 26 december 1934 Plaats: Zwolle Sportpark De Vrolijkheid | Theo Eikenaar de Roos       |                                |                              |

## Statistieken PEC 1934/1935

### Eindstand PEC in de Nederlandse Eerste Klasse Oost 1934 / 1935
| Stand | Gespeeld | Gewonnen | Gelijk | Verloren | Punten | Doelpunten voor | Doelpunten tegen |
| ----- | -------- | -------- | ------ | -------- | ------ | --------------- | ---------------- |
| 3e    | 18       | 8        | 1      | 9        | 17     | 32              | 30               |

### Punten per tegenstander
|       | Go Ahead | AVC Heracles | Z.A.C. | Sportclub Enschede | Enschedese Boys | HVV Tubantia | WVV Wageningen | AGOVV | AVC Vitesse |
| ----- | -------- | ------------ | ------ | ------------------ | --------------- | ------------ | -------------- | ----- | ----------- |
| Thuis | 0        | 1            | 2      | 0                  | 2               | 0            | 2              | 0     | 2           |
| Uit   | 2        | 0            | 0      | 2                  | 2               | 0            | 0              | 2     | 0           |

### Doelpunten per tegenstander
|       | Go Ahead | AVC Heracles | Z.A.C. | Sportclub Enschede | Enschedese Boys | HVV Tubantia | WVV Wageningen | AGOVV | ASC Vitesse | Totaal |
| ----- | -------- | ------------ | ------ | ------------------ | --------------- | ------------ | -------------- | ----- | ----------- | ------ |
| Thuis | 0        | 2            | 3      | 1                  | 3               | 0            | 1              | 2     | 3           | 15     |
| Uit   | 2        | 0            | 0      | 3                  | 4               | 1            | 1              | 3     | 3           | 17     |
|       |          |              |        |                    |                 |              |                |       |             | 32     |